# 栗源镇
栗源镇，是中华人民共和国湖南省郴州市宜章县下辖的一个乡镇级行政单位。

## 行政区划
栗源镇下辖以下地区：
栗源社区、复源村、游宰冲村、椅子岭村、龙沙坪村、留览村、石波潭村、甘棠湾村、四合村、苦竹村、坛斗村、长田村、老王冲村、径口村、塘其冲村、老坪山村、口路村、旗山下村、塘岭村和新坪山村。